# Тукан гвіанський
Тукан гвіанський (Selenidera piperivora) — вид дятлоподібних птахів родини туканових (Ramphastidae).

## Поширення
Вид поширений в північно-західній Бразилії, Французькій Гвіані, Гаяні, Суринамі та Венесуелі. Його природне середовище проживання — тропічні вологі низинні ліси.

## Опис
тах завдовжки 34-35 см. Дзьоб червоний біля основи, стає чорним до кінчика. У обох статей спина, живіт, крила і хвіст зелені, хвіст з червонуватими кінчиками; інфракаудальна область червоного кольору; жовта лінія проходить через вуха, а шкіра навколо очей бірюзова. У самця маківка, потилиця, шия, горло та груди чорні, а у самиці сірі, за винятком потилиці червонуватого кольору. 

## Спосіб життя
Харчується плодами і насінням, переважно пальм Oenocarpus bacaba та Cecropia. Також споживає комах, інших безхребетних і деяких дрібних хребетних.